# Први Континентални конгрес
Први Континентални конгрес (енгл. First Continental Congress) је била конвенција делегата из дванаест колонија (искључујући Џорџију) који је окупљен 5. септембра 1774, у Карпентерс холу у Филаделфији, Пенсилванија, у раним данима Америчке револуције. Сазван је као одговор на доношење Принуђујућих закона (такође познати као Неподношљиви закони у колонијалној Америци) од стране Британског парламента. Неподношљиви закони су казнили Бостон због Бостонске чајанке.
Конгресу је присуствовало 56 делегата које су изабрала законодавна тела дванаест од тринаест колонија. Изузетак је била Провинција Џорџија, која се надала британској помоћи у решавању проблема са индијанцима у граничним областима.
Конгрес се на кратко сазнао како би размотрио могућности, укључујући економски бојкот британске робе; права и неправде; и послао је молбу краљу Џорџу III да исправи ове неправде.
Конгрес је такође најавио још један Континентални конгрес у случају да њихови захтеви не доведу до заустављања спровођења Неподношљивих закона. Њихов апел краљу није имао ефекта, па је наредне године сазван Други Континентални конгрес како би се огранизовала одбрана колонија почетком Америчког рата за независност. Делегати су такође предлагали да свака колонија успостави и обучи своју милицију.

## Конвенција
Конгрес је заседао од 5. септембра до 26. октобра 1774. године. Пејтон Рандолф је био председавајући; последњих пар дана, од 22. до 26. октобра је председавање преузео Хенри Мидлтон. За секретара Континенталног конгреса је изабран Чарлс Томсон, вођа филаделфијског Комитета за кореспонденцију.
Патрик Хенри је тврдио да присуство британске флоте и армије у Америци показује да су колонијалне владе, у виду у коме су успостављене, сада распуштене, и да се америчке колоније налазе у стању које претходи политичком уређењу, и стога се залагао за успостављање нове независне владе. Делегат Пенсилваније, Џозеф Галовеј је тражио помирење са Британијом. Он је представио „План за унију“, који је предлагао да се оснује америчко законодавно тело, са одређеним ауторитетом, чији пристанак би био обавезан за империјалне акте. Џон Џеј, Едвард Рутлеџ, и други конзервативци су подржавали Галовејев план. Галовеј се касније придружио Лојалистима.

## Постигнућа
Конгрес је имао два основна постигнућа. Прво је договор међу колонијама да се бојкотује британска роба почев од 1. децембра 1774.„Западноиндијским острвима“ је запрећено бојкотом ако се не сложе са престанком увоза британске робе. Увоз из Британије је опао за 97 1775. у поређењу са претходном годином. Одлучено је да се у свакој колонији формирају комитети за посматрање и инспекцију, који ће служити за спровођење „асоцијације“ (бојкота). Све колонијалне скупштине изузев Њујорка и Џорџије су прихватиле закључке Конгреса.
Колоније су се такође договориле да уколико „Неподношљиви закони“ не буду повучени, након 10. септембра 1775. прекину извоз у Британију. Бојкот је успешно спроведен, али је његов потенцијал да измени британску колонијалну политику онемогућен услед избијања Рата за независност.
Друго постигнуће се огледало у сазивању Другог Континенталног конгреса за 10. мај 1775. Осим колонија које су послале делегате на Први конгрес, Конгрес је 21. октобра решио да се пошаљу позивна писма Квебеку, Острву Светог Џона (данас Острво Принца Едварда), Новој Шкотској, Џорџији, Источној Флориди, и Западној Флориди. Међутим, изгледа да су писма послата само у Квебек (укупно три писма). Ниједна од ових других колонија није послала делегате на отварање Другог конгреса, мада је делегација из Џорџије стигла наредног јула.